# Дзежґонка
Дзежґонка (пол. Dzierzgonka, нім. Sorgenort) — село в Польщі, у гміні Маркуси Ельблонзького повіту Вармінсько-Мазурського воєводства.
Населення — 69 осіб (2011).
У 1975-1998 роках село належало до Ельблонзького воєводства.

## Демографія
Демографічна структура станом на 31 березня 2011 року:
|          | Загалом | Допрацездатний вік | Працездатний вік | Постпрацездатний вік |
| -------- | ------- | ------------------ | ---------------- | -------------------- |
| Чоловіки | 41      | 11                 | 29               | 1                    |
| Жінки    | 28      | 8                  | 13               | 7                    |
| Разом    | 69      | 19                 | 42               | 8                    |